# Susanne Ekman
Susanne Ekman (Saltsjöbaden, 4 december 1978) is een Zweeds voormalig alpineskiester. Ze nam eenmaal deel aan de Olympische Winterspelen, maar behaalde geen medaille.

## Carrière
Ekman maakte haar wereldbekerdebuut in januari 1999 tijdens de reuzenslalom in Cortina d'Ampezzo. Ze stond nooit op het podium van een wereldbekerwedstrijd.
Tijdens de Olympische Winterspelen 2002 nam Ekman deel aan de slalom waar ze 22e eindigde.

## Resultaten

### Olympische Spelen
| Jaar | Plaats         | Resultaten |
| ---- | -------------- | ---------- |
| 2002 | Salt Lake City | 22e Slalom |

### Wereldkampioenschappen
| Jaar | Plaats                 | Resultaten                   |
| ---- | ---------------------- | ---------------------------- |
| 2001 | Sankt Anton am Arlberg | DNF1 Slalom 29e Reuzenslalom |
| 2003 | Sankt Moritz           | 21e Slalom 29e Reuzenslalom  |

### Wereldbeker
Eindklasseringen
| Seizoen   | Algm | SL  | RS  |
| --------- | ---- | --- | --- |
| 1999/2000 | 113e | -   | 56e |
| 2000/2001 | 99e  | 39e | -   |
| 2001/2002 | 86e  | 30e | -   |
| 2002/2003 | 59e  | 23e | 47e |
| 2003/2004 | 81e  | 35e | 52e |